# Duc Cao Dai
Duc Cao Dai (pronuncia-se Duk Kow Dye) é o nome do Ser Supremo e Deus adorado no Cao Dai. Segundo o Caodaísmo, Duc Cao Dai se revelou a Ngo Vân Chieu (nascido em 27 de fevereiro de 1878), se tornando este o primeiro discípulo da divindade.

## Origem de Duc Cao Dai
Segundo o Caodaísmo, no início só existia um princípio, o Tao. De uma grande explosão (Big Bang) surgiu Deus. Do Tao, Surgiu o Yin e o Yang. Depois disso, Duc Cao Dai criou um ser (equivalente a Deusa dos celtas) e então criou o resto do mundo (animais, plantas e seres humanos).